# Ludwig van Beethoven (Sänger)

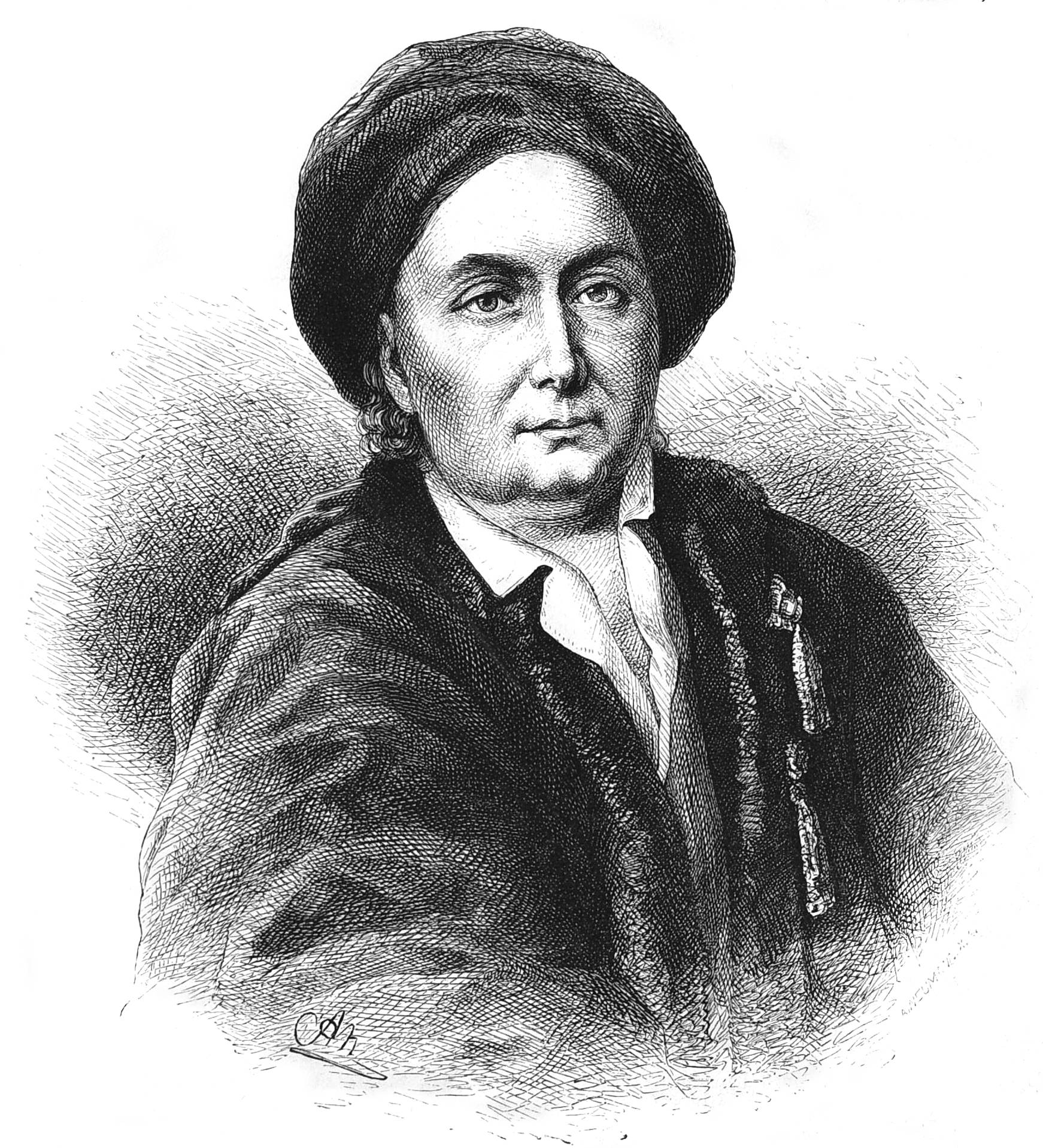
Ludwig van Beethoven d. Ä., Stich nach einem Porträt von Amelius Radoux

Ludwig van Beethoven, auch Lodewijk van Beethoven (* 4. oder 5. Januar 1712 in Mechelen, Spanische Niederlande; † 24. Dezember 1773 in Bonn), war ein flämischer Sänger (Tenor/Bass), Hofkapellmeister des Kurfürsten von Köln und Großvater des Komponisten Ludwig van Beethoven.

## Abstammung
Ludwig van Beethoven d. Ä. wurde 1712 in Mechelen als zweiter Sohn des Bäckermeisters Michael van Beethoven (getauft am 15. Februar 1684 in Mechelen, † 28. Juni 1749 in Bonn) und dessen Frau Maria Louise Stuyckers (* 24. April 1685 in Mechelen, † 8. Dezember 1749 in Bonn) geboren. Michael van Beethoven betrieb neben dem Bäckerhandwerk noch den An- und Verkauf von Immobilien sowie alten Möbeln und Gemälden. Ludwig van Beethoven d. Ä. hatte drei Geschwister:
- Kornelius van Beethoven (getauft am 25. September 1708 in Mechelen, † 16. Juli 1764 in Bonn)
- Ludwig van Beethoven (getauft 23. Juni 1710 in Mechelen, † 22. September 1710 ebenda)
- Lambert Michael van Beethoven (getauft 25. Juli 1715 in Mechelen, † 21. September 1715 ebenda)

## Leben
Im Alter von knapp sechs Jahren kam Ludwig van Beethoven d. Ä. in die Chorknabenschule der erzbischöflichen Kathedrale von Mechelen, wo er am 10. Dezember 1717 Chorknabe wurde.
Am 12. Oktober 1725 wurde Ludwig van Beethoven d. Ä. Schüler bei Anton Colfs, dem Domorganisten und Glockenspielmeister der Kathedrale, der ihn in Tabulatur, Generalbass sowie im Cembalo- und Orgelspiel unterwies. Über die Zeit direkt nach Ende der Lehrzeit im Frühjahr 1727 ist aus dem Leben von Ludwig van Beethoven d. Ä. nichts bekannt.
Am 9. November 1731 wurde Ludwig van Beethoven d. Ä. Tenorist an der Sankt-Peters-Kirche in Löwen und wirkte dort auch als Substitut des Kapellmeisters. Möglicherweise wurde diese Anstellung durch Rombout van Kiel, Kanoniker der Sankt-Peters-Kirche und ehemaligem Mitschüler Michael van Beethovens, begünstigt.
Ab dem 2. September 1732 wirkte Ludwig van Beethoven d. Ä. als Sänger an der Lambertuskathedrale in Lüttich, diesmal als Bassist. Dieser Wechsel ging möglicherweise auf Francois Stoupy, Direktor des Lütticher Kollegiums in Löwen und Freund von Rombout van Kiel, zurück.
Im März 1733 holte der Kölner Kurfürst und Erzbischof Clemens August von Bayern Ludwig van Beethoven d. Ä., nachdem er ihn in Lüttich hatte singen hören, als Sänger an seinen Hof in Bonn.
Am 17. November 1733 heiratete Ludwig van Beethoven d. Ä. Maria Josepha Ball (* 13. Februar 1713 in Châtelet (Belgien), † 30. September 1775 in Bonn, oft Maria Josepha Poll genannt). Aus der Ehe gingen drei Kinder hervor:
- Maria Bernhardine Ludovica van Beethoven (getauft 28. August 1734 in Bonn, † 17. Oktober 1735 in Bonn);
- Markus Joseph van Beethoven (getauft 25. April 1736 in Bonn, Datum und Ort des Todes unbekannt);
- Johann van Beethoven (* ca. 1740 vermutlich in Bonn, † 18. Dezember 1792 in Bonn), Vater des Komponisten Ludwig van Beethoven.

Die Familie bewohnte zunächst das alte Jesuitengymnasium in der Wenzelgasse, später das im Besitze des Bäckermeisters Fischer befindliche Anwesen in der Rheingasse 386 und schließlich die gegenüber dem Beethoven-Haus (Bonngasse 515) befindliche Posthalterei in der Bonngasse Nr. 386.
Die von Ludwig van Beethoven d. Ä. lang gehegte Hoffnung, eines Tages Hofkapellmeister zu werden, wurde im Jahre 1760 zunächst enttäuscht, als nicht er, sondern der dienstjüngere Joseph Touchemoulin diesen Posten bekam; im Gegensatz zum Sänger Ludwig van Beethoven d  Ä. war Touchemoulin ein erfahrener Instrumentalist an der Geige und hatte bereits komponiert. Doch nach dem Tode Clemens Augusts von Bayern am 6. Februar 1761 sah sich dessen Nachfolger Maximilian Friedrich von Königsegg-Rothenfels zu Sparmaßnahmen gezwungen. Touchemoulin wechselte daraufhin nach Regensburg und Ludwig van Beethoven d. Ä. wurde Hofkapellmeister und Sänger zugleich. Nebenbei betrieb Ludwig van Beethoven d. Ä. weiterhin den Handel mit Wein, den er die Vorjahre über aufgebaut hatte; beliefert wurden hauptsächlich niederländische Kunden. Welche Umsätze Ludwig van Beethoven d. Ä. mit dem Weinhandel erzielte, ist nicht bekannt.
Ludwig van Beethoven d. Ä. starb am 24. Dezember 1773 in Bonn. Trotz der Schulden, die er seinem Sohne Johann hinterließ, ergab dessen vom Vater erhaltenes Erbe einen Überschuss.
Bildnis Ludwig van Beethoven d. Ä. ("Beethovens Großvater") von Wilhelm Amelius (Leopold) Radoux in Bonn. Bonn, Beethoven-Haus. Abbildung als Holzstich von Adolf Neumann (Gartenlaube 1879, S. 613.)

## Rezeption
Bäckermeister Fischer beschrieb die Erscheinung von Ludwig van Beethoven d. Ä., von dem Amelius Radoux ein Ölporträt anfertigte, wie folgt: „Stattur des Hof Kapellmeister. Ein großer schöner Mann, gelenntes Gesicht, breide Stirn, runte Naß, große dicke Augen, dicke rothe Wanngen, seher ernsthaftes Gesicht“. Dem Mediziner Franz Gerhard Wegeler, der später ein Jugendfreund des Komponisten Ludwig van Beethoven wurde, zufolge handelte es sich bei Ludwig van Beethoven d. Ä. um einen „kleinen kräftigen Mann mit äußerst lebhaften Augen“.
Fischer und Wegeler beschreiben ihn als einen Mann, der einen ernsten und ehrenvollen Charakter und Gewissenhaftigkeit in Berufsausübung und Haushaltsführung sowie auch Hilfsbereitschaft und Geselligkeit aufwies.
Obwohl Ludwig van Beethoven beim Tode Ludwig van Beethovens d. Ä. erst drei Jahre alt war, entwickelte er eine große Verehrung für seinen Großvater. So pflegte er bei seinen zahlreichen Umzügen in Wien stets das von Radoux angefertigte Ölporträt des Großvaters mit sich zu führen und ihm in seiner jeweiligen Wohnung einen Ehrenplatz zuzuteilen.